# Paguritta morgani
Paguritta morgani is een tienpotigensoort uit de familie van de Paguridae. De wetenschappelijke naam van de soort is voor het eerst geldig gepubliceerd in 1993 door McLaughlin & Lemaitre.